# Andrzej Wieczorkiewicz
Andrzej Stanisław Wieczorkiewicz (ur. 25 maja 1942 w Chynowie) – polski ekonomista, nauczyciel akademicki i polityk, profesor nauk ekonomicznych, poseł na Sejm X kadencji.

## Życiorys
W 1966 ukończył studia na Wydziale Ekonomicznym Uniwersytetu Warszawskiego. Rok później został asystentem w Katedrze Międzynarodowych Stosunków Gospodarczych UW, od 1974 pracował jako adiunkt oraz otrzymał stopień doktora. W 1983 uzyskał habilitację, został w 1984 zatrudniony w charakterze docenta. W 1992 otrzymał tytuł profesora. Od 1992 zatrudniony w Katedrze Bankowości i Finansów UW. Został też profesorem w Wyższej Szkole Przedsiębiorczości i Zarządzania im. Leona Koźmińskiego. Był przedstawicielem ministra skarbu państwa w radach nadzorczych spółek. W latach 1993–1997 zajmował stanowisko podsekretarza stanu w Urzędzie Rady Ministrów i Kancelarii Prezesa Rady Ministrów.
W 1982 wstąpił do Polskiej Zjednoczonej Partii Robotniczej, z ramienia partii sprawował mandat posła na Sejm kontraktowy wybranego w okręgu żoliborskim. W trakcie kadencji pełnił funkcję przewodniczącego Komisji Stosunków Gospodarczych z Zagranicą i Gospodarki Morskiej oraz zastępcy przewodniczącego Komisji Przekształceń Własnościowych. Przystąpił do Sojuszu Lewicy Demokratycznej.
W latach 2002–2006 zasiadał w radzie nadzorczej PZU Życie.

## Odznaczenia
W 1987 odznaczony Złotym Krzyżem Zasługi.